# 约翰·佩扎
约翰·佩扎（義大利語：John Pezza，1952年10月6日—），意大利前男子击剑运动员。他曾代表意大利参加1976年夏季奥林匹克运动会击剑比赛男子个人重剑和男子团体重剑两个小项。